# آنالاسکا (واشینگتن)
آنالاسکا (به انگلیسی: Onalaska) یک منطقهٔ مسکونی در ایالات متحده آمریکا است که در شهرستان لوئیس، واشینگتن واقع شده‌است. آنالاسکا ۱۵۶٫۹۷ متر بالاتر از سطح دریا واقع شده‌است.